# March (Regen)
March ist ein 1978 in die Stadt Regen im Bayerischen Wald eingemeindetes Pfarrdorf an der Bundesstraße 85 mit ca. 740 Einwohnern.

## Geographie
Der Ort war früher sehr landwirtschaftlich geprägt und ist heute überwiegend Wohnort von Pendlern, die in den umliegenden Städten beschäftigt sind (Regen (Stadt), Viechtach, Deggendorf, Zwiesel).

## Geschichte
March wurde im Jahr 1232 erstmals erwähnt. Es lag an der Ostgrenze des Herrschaftsbereiches der Grafen von Bogen, woraus später eine Gerichts-, Bezirks- und Kreisgrenze vor den Toren Regens wurde. Wenigstens seit 1400 war es eine Hofmark, dessen Schloss nach einer Niederschrift aus dem Jahr 1606 aber bereits damals nicht mehr bestand.
Um 1742 wurde March von den Panduren bedroht. Daran erinnert heute noch der an dem Dorf vorbeiführende Pandurensteig. 1821 verkaufte Freiherr von Hafenbrädl die Patrimonialgerichte March und Zell an den Staatsminister Graf Montgelas. Dieser veräußerte sie nach fünf Jahren an Ritter Dall’Armi. 1828 erwarb das Königreich Bayern die Hofmark.
Mit dem Ende des Zweiten Weltkrieges ließen sich in dem Ort viele Flüchtlinge aus dem Sudetenland und Böhmen nieder. Etwa zeitgleich kamen auch die amerikanischen Streitkräfte nach March. Sie errichteten in einem nahegelegenen Waldstück ihr „Camp May“ in Anspielung an den Ortsnamen March, welcher englisch März bedeutet.
Am 1. Mai 1978 wurde im Zuge der Gemeindegebietsreform die Gemeinde aufgelöst und in die Stadt Regen eingegliedert. Lediglich die Grenze zwischen dem Bistum Passau und dem Bistum Regensburg trennt bis heute den nunmehrigen Ortsteil von der Stadt Regen.
Mit dem Zusammenbruch des Ostblocks zogen die US-Amerikaner Anfang der 1990er endgültig ab. Ihr Lager wurde bald darauf in ein Flüchtlings- und Asylbewerberheim umgewandelt, um dem wachsenden Strom an Flüchtlingen aus dem Kriegsgebieten in Bosnien-Herzegowina, Kosovo, Afghanistan etc. gerecht zu werden.

## Kultur und Sehenswürdigkeiten

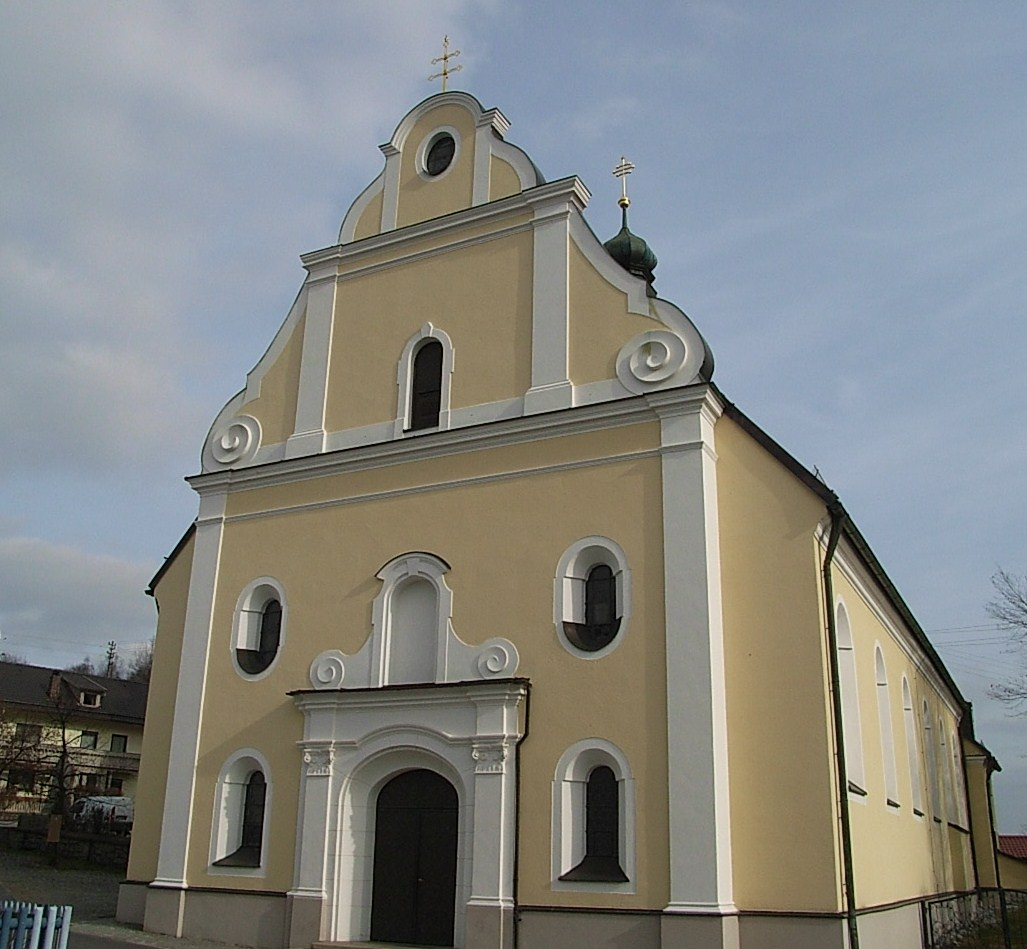
Das Portal der Pfarrkirche

- Die katholische Dorfkirche ist den Heiligen Peter und Paul geweiht und bestimmt mit ihrem Zwiebelturm das Ortsbild. Sie wurde 1905 bis 1907 erbaut. Die Fresken im Chor: Christus mit Altarsakrament und Apostel, im Langhaus: Sturm auf dem See, Bekehrung Pauli, König David mit Engel, 12 Heiligenmedaillons sind von dem Kunstmaler des Neubarocks Josef Wittmann von 1934.
- Alljährlicher Höhepunkt im Dorfleben ist das Kirchweihfest – im Volksmund Kirwa genannt – welches von der örtlichen Freiwilligen Feuerwehr und dem Sportverein March ausgerichtet wird. Dies wird jeweils Ende Juni vom Freitag bis Montag zum Patrozinium der Kirche „Peter und Paul“ gefeiert.
- Weitere traditionelle Bräuche sind die ortstypischen Sonnwendfeuer sowie das Wolfaustreiben in der Nacht vor St. Martin.

## Verkehr
Unweit des Dorfes liegt die Haltestelle Triefenried der Waldbahn von Plattling nach Bayerisch Eisenstein. Die Bundesstraße 85 führt in unmittelbarer Nähe an March vorbei. Weiterhin führt die Kreisstraße REG 5 durch March.